# Orthonops johnsoni
Espèce
Orthonops johnsoni est une espèce d'araignées aranéomorphes de la famille des Caponiidae.

## Distribution
Cette espèce est endémique de Californie aux États-Unis,. Elle se rencontre vers Otay Mesa dans le comté de San Diego.

## Description
Le mâle holotype mesure 2,74 mm et la femelle paratype 3,23 mm.

## Étymologie
Cette espèce est nommée en l'honneur de S. C. Johnson.

## Publication originale
- Platnick, 1995 : A revision of the spider genus Orthonops (Araneae, Caponiidae). American Museum novitates, no 3150, p. 1-18 (texte intégral).